# Camino al éxito
Camino al éxito es un talent show paraguayo, emitido por la  RPC, los días lunes, miércoles y viernes a las 20:30 horas, conducido por Chiche Corte y Paola Maltese. Este formato consiste en elegir entre un grupo de concursantes a aquellos que destaquen por sus cualidades artísticas sin que su imagen influya en la decisión del jurado.

## Conductores del programa
- Chiche Corte - Conductor de TV, locutor de radio y empresario.
- Paola Maltese - Conductora de TV, locutora de radio, actriz y empresaria.

## Jurados
- Andrea Valobra - Cantante
- Diego Jansen - Comunicador.
- Rolando Chaparro - Cantante, Músico y docente

## Coaches
- José Gaona - Cantante
- Hugo Ferreira - Cantante

## Retirados
- Laura Martino - Exmodelo.
- Jaime Zacher - Músico.
- José Ayala - Presentador de televisión (galas en vivo).
- Emilio Marín - DJ.
- Lucía Sapena (actriz, cantante y presentadora de televisión)

## Temporadas
| Estreno                  | Temporada              | 1.er puesto                                      | 2.º puesto            | 3.er puesto           |
| ------------------------ | ---------------------- | ------------------------------------------------ | --------------------- | --------------------- |
| 4 de mayo de 2015        | Primera                | Cecilia Cabrera - Canto                          |                       |                       |
| 23 de septiembre de 2015 | Segunda                | Chefree - Baile                                  | Héctor Candia - Canto | Angelo Britez - Canto |
| Marzo del 2016           | Tercera - Canto        | Ariel Insfran                                    | Analia Penayo         |                       |
| Julio del 2016           | Cuarta - Doble Desafío | *Brisa Sánchez (Bailarines) *Gabriel (Cantantes) |                       |                       |